# اش، فرانسه
اش، فرانسه (به فرانسوی: Auch) یک کامین در فرانسه است که در Canton of Auch-Nord-Est واقع شده‌است.

## خصوصیات
اش ۷۲٫۴۸ کیلومترمربع مساحت و ۲۳٬۱۷۳ نفر جمعیت دارد و ۱۶۶ متر بالاتر از سطح دریا واقع شده‌است.

## خواهرخوانده
شهرهای ممینگن، کالاتایود و کانگاس د انیس خواهرخوانده‌های اش، فرانسه هستند.